# Ignacio Aliseda
Ignacio Santiago Aliseda (* 14. März 2000 in Buenos Aires) ist ein argentinischer Fußballspieler.

## Karriere

### Verein
Aliseda wurde beim CSD Defensa y Justicia ausgebildet, bei dem er zur Saison 2018/19 in den Kader der ersten Mannschaft befördert wurde. Bis Saisonende kam er zu 16 Einsätzen in der Primera División und schoss dabei ein Tor. Die Mannschaft wurde schlussendlich Vizemeister. In der folgenden Saison spielte der Stürmer elfmal in der höchsten argentinischen Spielklasse und traf dabei einmal, bevor er im Februar 2020 in die Vereinigten Staaten zu Chicago Fire wechselte. In der Saison 2020 absolvierte Aliseda 20 Partien in der Major League Soccer und erzielte dabei einen Treffer. In der Spielzeit 2021 bestritt er 23 Spiele in der MLS, in denen er vier Tore schoss. Im Januar 2022 wechselte er in die Schweiz zum FC Lugano, bei dem er einen bis Sommer 2025 laufenden Vertrag erhielt.

### Nationalmannschaft
Aliseda nahm im Sommer 2019 mit der argentinischen U-23-Auswahl an den Panamerikanischen Spielen in Peru teil. Während des Turniers kam der Offensivspieler zweimal zum Einsatz. Die Mannschaft erreichte schließlich das Finale, das die Argentinier mit 4:1 gegen Honduras gewannen.

## Erfolge
FC Lugano
- Schweizer Cupsieger: 2022